# 兵役法違反等犯罪處罰相關特別措置法
兵役法違反等犯罪處罰相關特別措置法(韩语：／ byeongyeokbeop wiban deunge beomjecheobeole gwanhan teukbyeoljochibeop)是以加重處罰違反韓國兵役制度者爲目的，於1973年制定的韓國法律。1983年12月31日與修訂後的兵役法合併而廢止。

## 說明
制定時期的1973年是當時韓國總統朴正熙制定的維新憲法規定的維新體制時代，是朴正熙政權爲了韓國社會的兵營化而制定的法律。
1973年1月20日，總統朴正熙巡視國防部時，對當時的國防部長官劉載興說出了以下幾點，並下達了指示。
| 原語                                                                | "군에 안가겠다는 생각을 가진 사람이 아직도 있다면 시대에 뒤떨어진 생각" "앞으로 법을 만들어서라도 병역을 기피한 본인과 그 부모가 이 사회에서 머리를 들고 살지 못하는 사회기풍을 만들도록 하라" |
| 翻譯                                                                | "如果還有不想參軍的人，過時的想法" "今後，即使制定法律，也要讓逃避兵役的本人和父母在這個社會形成不能擡頭生活的社會風氣"                                                                        |
| 總統朴正熙巡視國防部時向國防部長官劉載興下達的指示。1973年1月20日。 | |

因此，兵役法修訂案和有關違反兵役法等犯罪處罰的特別措施法制定案在非常國務會議上獲得通過，根據該議案，1973年1月30日修改了兵役法，制定了有關違反兵役法等犯罪處罰的特別措施法。
同年2月26日製定了總統訓令第34號《兵務行政刷新指針》，1月30日修訂的兵役法和同一天制定的兵役法違反等犯罪處罰相關特別措置法分別於3月1日和2日施行。

## 沿革
- 1973年1月30日：制定
- 1973年3月2日：生效
- 1982年12月31日：根據律師法的修改他法修改及生效
- 1983年12月31日：與兵役法合併廢除
- 1984年2月29日：兵役法違反等犯罪處罰相關特別措置法的效力維持到當天

## 内容
- 逃避兵役等加重處罰（第2條）
  - 爲逃避兵役而逃亡、潛逃、自殘、使用欺騙手段的情況：最少3年以上有期徒刑，最高刑罰爲當時有期徒刑的上限
  - 接到現役兵入伍命令或補充役及歸休兵召集命令的人無正當理由過了5天也沒有入伍的情況（包括逃避兵役、良心拒服兵役）：最少3年以上，最多10年有期徒刑
  - 犯下兵役法第83條罪的情況（1973年當時的韓國兵役法第83條是徵兵檢察官的代理受檢）：最多5年以下的有期徒刑
- 違反國外旅行限制的處罰：最少1年以上，最多10年以下的徒刑（第4條）
  - 無證國外旅遊者
- 不履行申報或虛假申報：最多3年以下有期徒刑或最高10萬韓元的罰款（第5條）
- 未遂犯處罰

## 参閲
- 韓國兵役制度
- 大韓民國兵役法（朝鲜语：대한민국 병역법）
- 良心拒服兵役者
- 逃避兵役， 逃避徵兵